# Jens Kraft

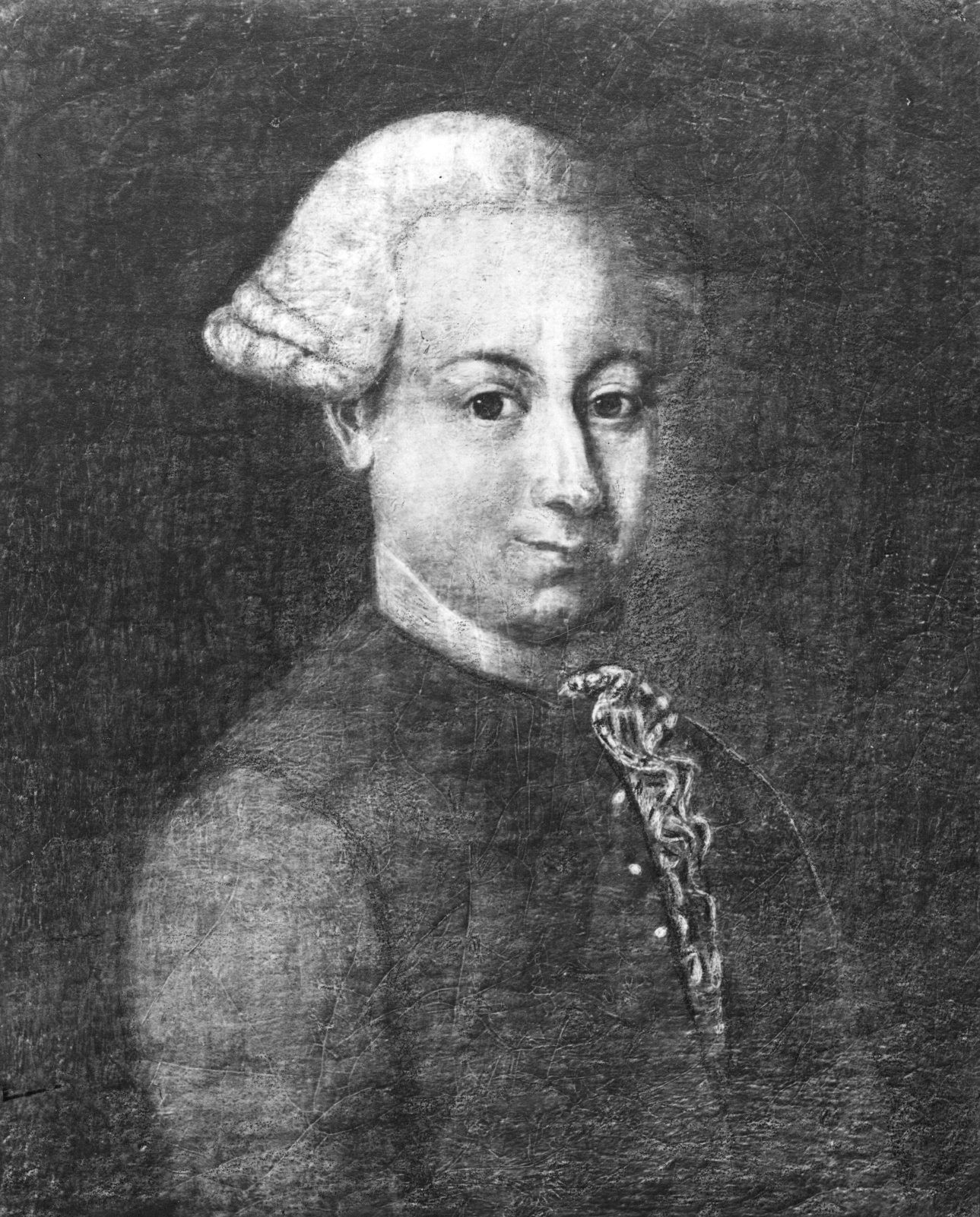
Jens Kraft

Janus oder Jens Kraft (auch Krafft) (* Oktober 1720 in Frederikshall, Norwegen; † 18. März 1765 in Sorø, Dänemark) war ein dänischer Philosoph.

## Leben
Sein Vater war Anders Kraft (Kapitän der norwegischen Infanterie) seine Mutter Severina Ehrensfryd Scholt. Nach dem frühen Tod seiner Eltern wurde er im Alter von fünf Jahren Waise und wuchs bei seinem Onkel in Thy auf Jütland auf.
1739 begann er sein Studium in Kopenhagen und besuchte auch Vorlesungen von Christian Wolff in Halle. Nachdem er 1742 seinen Magister erworben hatte, unternahm eine längere Auslandsreise. 1746 wurde er Professor für Mathematik und Philosophie an der Sorø Akademi. 1751 bis 1753 veröffentlichte er eine
Reihe von Büchern über Logik, Ontologie, Kosmologie, Psychologie und natürliche Theologie, in denen er ein an Wolff angelehntes philosophisches System präsentierte.
Er war zweimal verheiratet
1. mit Bodil Cathrine Evertsen, einer Tochter des Prokurators Tilleman Evertsen aus Kopenhagen
2. mit Sophie Magdalena Langhorn, einer Tochter eines Oberleutnants und Kommandanten aus Rosenborg

## Werke (Auswahl)
- Theoria generalis succincta construendi æquationes analyticas: diss. in audit Coll. Med. Kopenhagen 1742, OCLC 783300361.
- Logik eller den Lidenskab at tænke: skrevet til Sorøe Ridder-Academies Nytte. Waeysenhuses Bogtrykkerie, Kopenhagen 1751, OCLC 463203068 (dänisch, reader.digitale-sammlungen.de).
- Jens Krafts Mechanik. Waltherische Hofbuchhandlung, Dresden 1787 (books.google.de – aus der Lateinischen mit Zusätzen vermehrten Übersetzung des Herrn Prof. Tetens ins Deutsche übersetzt und hin und wieder verbessert von Johann Christian August Steingrüber).